# Crafty
Crafty és un programa d'escacs escrit pel professor de la Universitat d'Alabama a Birmingham, el Dr. Robert Hyatt, amb el desenvolupament i l'assistència contínues de Michael Byrne, Tracy Riegle i Peter Skinner. Es deriva directament de Cray Blitz, guanyador dels Campionats del món d'escacs informàtics de 1983 i 1986. Tord Romstad, l'autor de Stockfish, va descriure Crafty com "probablement el programa d'escacs més important i influent de la història".
Crafty va acabar en segon lloc al cinquè campionat anual d'escacs informàtics de l'ACCA Americas de 2010. Crafty només va perdre una partida, davant el guanyador del torneig, Thinker.
Crafty també va acabar en segon lloc al Campionat del món d'escacs ràpids per ordinador 2010. Crafty va guanyar set de nou partides, acabant just per darrere del primer classificat Rybka per només mig punt.
Al Campionat del món d'escacs informàtics de 2004, amb un maquinari lleugerament més ràpid que tots els altres programes, Crafty va ocupar el quart lloc amb el mateix nombre de punts que el tercer classificat, Fritz 8. A la llista de classificacions de l'SSDF (l'Associació d'escacs per ordinador sueca) de novembre de 2007, Crafty ocupava el 34è lloc amb una qualificació d'Elo estimada de 2608.
Crafty utilitza el protocol de comunicació del motor d'escacs i es pot executar sota les populars interfícies d'escacs XBoard i Winboard.
Crafty està escrit en ANSI C amb rutines de llenguatge ensamblador disponibles en algunes CPU i és molt portàtil. El codi font està disponible, però el programari és només per a "ús personal" i la redistribució només es permet sota determinades condicions.
Crafty va ser pioner en l'ús d'estructures de dades de taulers de bits girats per representar el tauler d'escacs, i va ser un dels primers programes d'escacs que va suportar diversos processadors. També inclou la cerca negascout, l' heurística del moviment assassí, l'avaluació d'intercanvi estàtic, la cerca de quiescència, la poda alfa-beta, una taula de transposició, una taula de refutació, una memòria cau d'avaluació, extensions selectives, cerca recursiva de moviment nul i moltes altres característiques (vegeu manual). Les edicions especials del programa inclouen funcions millorades com ara un llibre d'obertura, aprenentatge posicional i una base de taula final.
Crafty va ser un dels programes inclosos a la prova de referència SPEC CPU2000. També s'inclou com a motor addicional a Fritz.